# لودفيغ ديتمان
لودفيغ يوليوس كريستيان ديتمان (25 يوليو 1865 - 19 نوفمبر 1944) (بالألمانية: Ludwig Julius Christian Dettmann) رسام انطباعي ألماني.

## حياته
كان والده موظفًا جمركيًا انتقل إلى هامبورغ بينما كان لودفيغ لا يزال طفلًا صغيرًا. بعد دراساته في مدرسة الفنون والحرف المحلية، انتقل إلى الأكاديمية البروسية للفنون، حيث درس مع يوجين براشت وفرانز سكاربينا.
بعد عام 1891، عمل مدرسًا في مدرسة الرسم والتصوير التابعة ل«جمعية فنانات برلين». في عام 1894، فاز بميدالية ذهبية صغيرة في «معرض برلين الكبير للفنون»، وهو حدث سنوي كبير استمر من 1893 إلى 1969. (فاز بميدالية ذهبية كبيرة هناك في عام 1909).

## أعمال مختارة

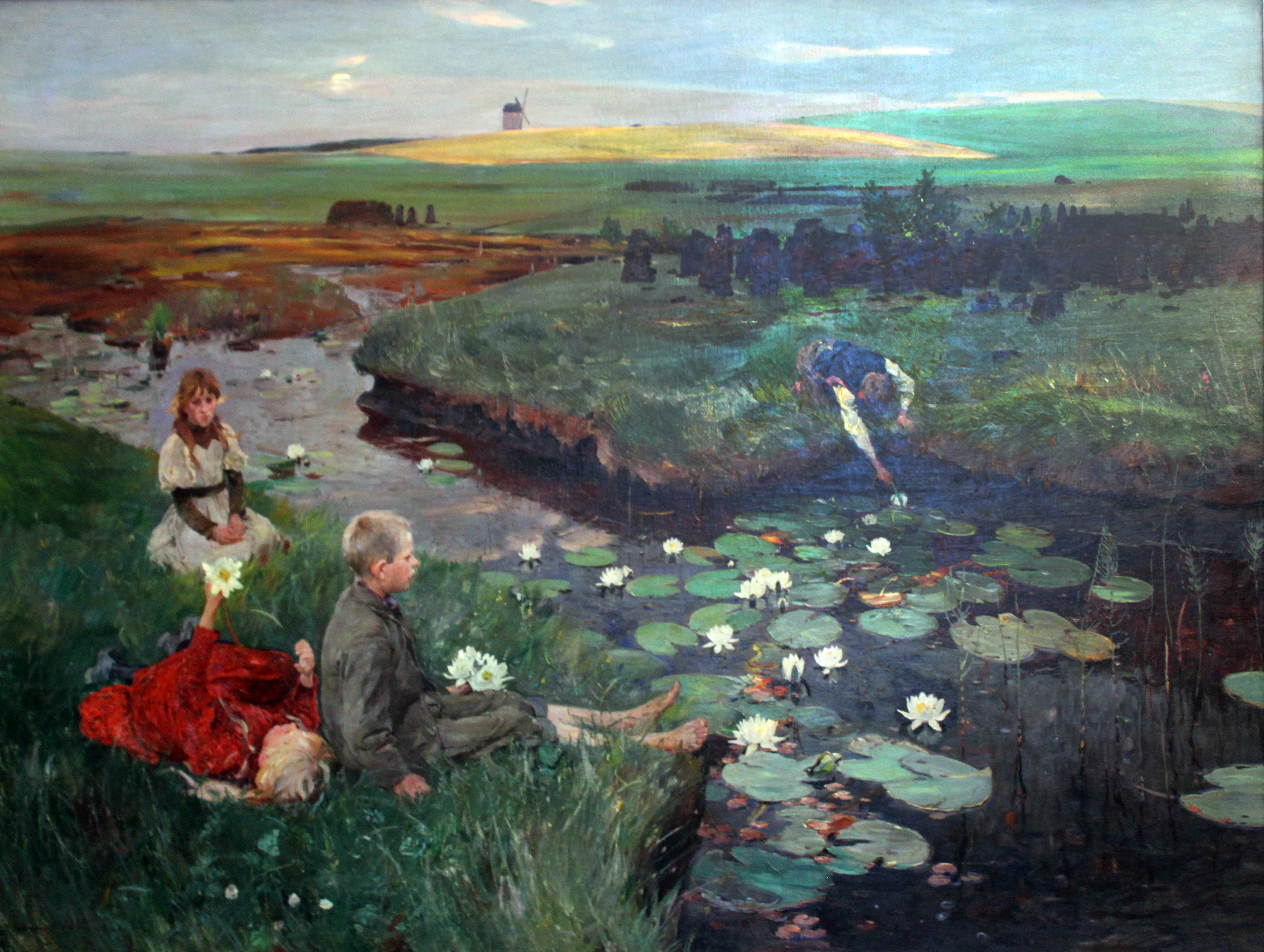
زنابق الماء في مستنقع
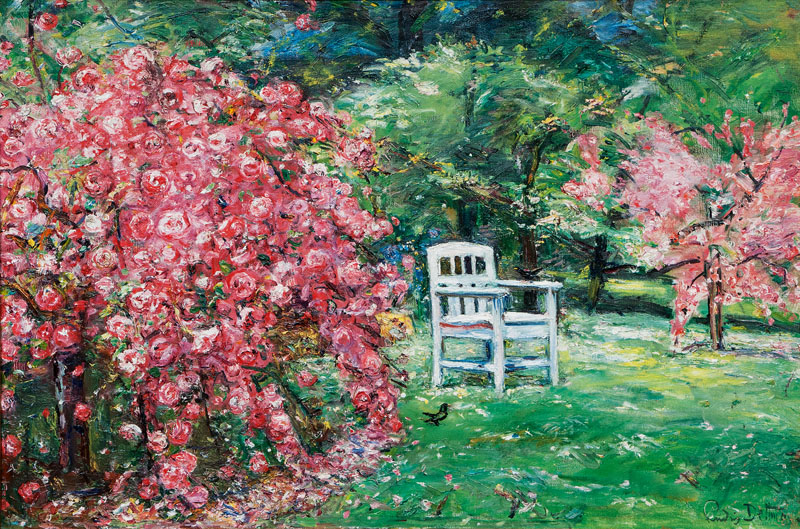
كرسي في حديقة
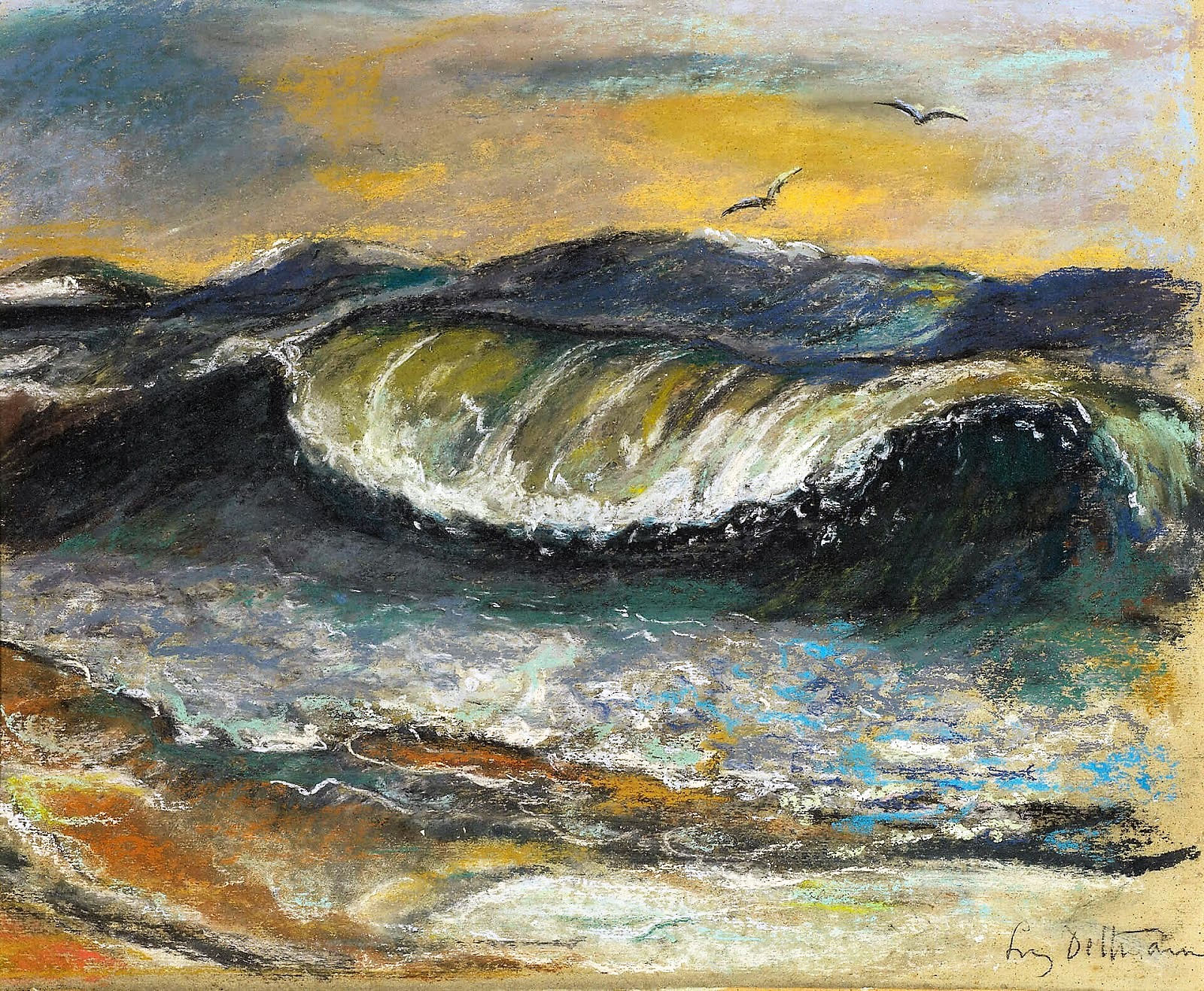
موجة
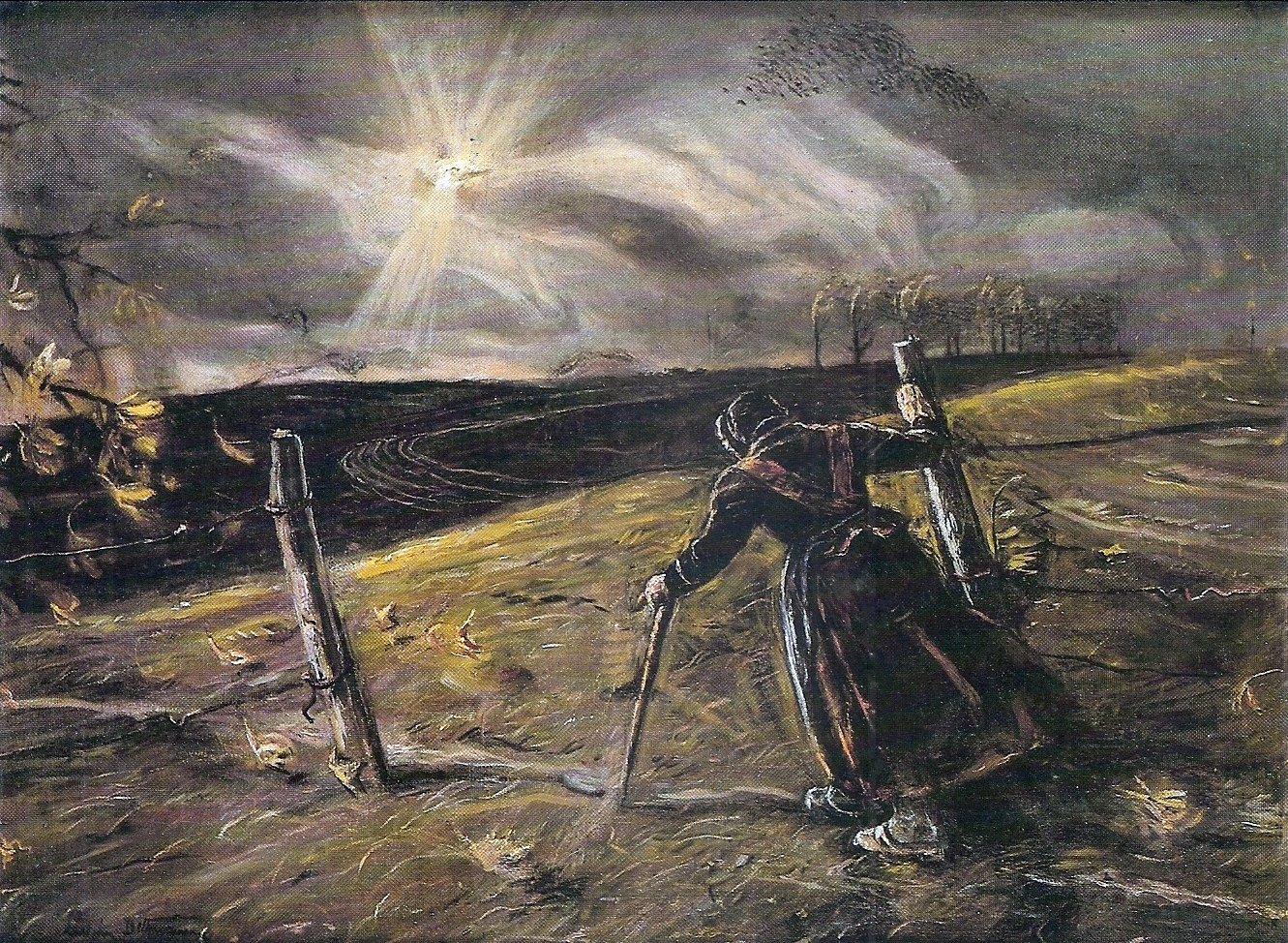
خريف الحياة